# Schweizer Riegel
Der Schweizer Riegel, Rappan-Riegel oder Verrou ist ein Spielsystem im Fußball.

## Beschreibung
Das Riegel-System wurde in den 1930ern vom Österreicher Karl Rappan erfunden. Er trainierte die Mannschaften von Servette Genf, Grasshopper Club Zürich und die Schweizer Fussballnationalmannschaft. Im Vergleich zum 2-3-5-System wurden die beiden Halbstürmer in das Mittelfeld und die beiden Außenläufer als Außenverteidiger in die Abwehr zurückgezogen. Die beiden ursprünglichen Verteidiger spielten nun zentral hintereinander, wodurch der Libero, der freie Mann hinter der Abwehrkette, entstand. Der zentrale Mittelfeldspieler wurde weiter nach hinten gezogen, um vor der Abwehr abzusichern. Er und der Spieler hinter der Abwehrkette schoben sich wie ein Riegel jeweils zu der Seite, von der angegriffen wurde. Wegen der Unterzahl im Mittelfeld gegen Mannschaften, die im WM-System spielten, wurden auch die übrigen Spieler weiter nach hinten gezogen und versucht, Tore durch Konter zu erzielen.